# Маріо Спероне
Маріо Спероне (італ. Mario Sperone, нар. 1 липня 1905, Пріокка — пом. 18 лютого 1975, Турин) — італійський футболіст, що грав на позиції півзахисника. По завершенні ігрової кар'єри — футбольний тренер.
Виступав, зокрема, за клуб «Торіно», а також національну збірну Італії.
Чемпіон Італії як гравець і як тренер.

## Клубна кар'єра
Народився 1 липня 1905 року в місті Пріокка. Вихованець футбольної школи клубу «Торіно». Дорослу футбольну кар'єру розпочав 1923 року в основній команді того ж клубу, кольори якої і захищав протягом усієї своєї кар'єри гравця, що тривала десять років.  За цей час виборов титул чемпіона Італії.

## Виступи за збірну
У 1927 році провів два офіційних матчі в складі національної збірної Італії.

## Кар'єра тренера
Розпочав тренерську кар'єру, повернувшись до футболу після невеликої перерви, 1938 року, очоливши тренерський штаб клубу «Торіно».
Надалі очолював команди клубів «Алессандрія», «Б'єллезе», «Лаціо» та «Мілан», а також входив до тренерського штабу клубу «Торіно».
Останнім місцем тренерської роботи був клуб «Алессандрія», головним тренером команди якого Маріо Спероне був до 1957 року.
Помер 18 лютого 1975 року на 70-му році життя у місті Турин.
| Дата       | Місто  | Господарі | Результат | Гості      | Турнір           | Голи | Примітки |
| ---------- | ------ | --------- | --------- | ---------- | ---------------- | ---- | -------- |
| 17/04/1927 | Турин  | Італія    | 3 – 1     | Португалія | товариський матч | -    |          |
| 24/04/1927 | Коломб | Франція   | 3 – 3     | Італія     | товариський матч | -    |          |
| Усього     |        | Матчів    | 2         |            | Голів            | 0    |          |

## Титули і досягнення

### Як гравця
- Чемпіон Італії:

«Торіно»: 1926-1927 (скасовано), 1927-1928

### Як тренера
- Чемпіон Італії (1):

«Торіно»:  1947-1948